# Denis Clavel
Pour les articles homonymes, voir Clavel.
Denis Clavel, né le 22 juin 1942 à Annecy et mort le 24 mars 2024 à Sallanches, est un poète français ayant publié une vingtaine de recueils de poésie entre 1963 et 2020.

## Biographie
Il a publié une vingtaine de recueils de poèmes, de 1963 à sa mort. Il rencontre Jean Lurçat en 1963, lors de la première présentation publique du Chant du monde, au Château d'Annecy. L'artiste lui confie le commentaire poétique du livre d'art consacré à sa tapisserie par les éditions Gardet. Ses recueils suivants sont pour la plupart édités par Guy Chambelland. Denis Clavel entretient pendant plusieurs années une correspondance avec Pierre Emmanuel et Georges Haldas. En 1992, ce dernier lui dédie un poème dans son recueil La Blessure essentielle.
Denis Clavel est également notaire et est maire d'Arâches-la-Frasse (Haute-Savoie) de 1971 à 1983. Il meurt à l’âge de 81 ans, le 24 mars 2024. à Sallanches.

## Œuvre poétique
L'œuvre poétique de Denis Clavel est décrite en ces termes par Robert Sabatier dans son Histoire de la poésie française : « Comme dans une genèse, un chaos, tout se fait et se défait dans un poème persuasif, parfois au bord du discours, toujours ambigu jusque dans l'évidence, et en offrant une charge magnétique de pensée poétique ».

## Publications
- Fenêtre sur la mer, Gardet, 1963
- Le Chant du monde (Album d'art : Les Tapisseries de Jean Lurçat), Gardet, 1963
- Poésie suivi de Le Goût du feu et Journal d'un pharisien, Guy Chambelland, 1969
- La Genèse du poème, Guy Chambelland, 1972
- Opéra sur la vitre, Guy Chambelland, 1972
- Paysage clandestin, Gardet, 1976
- Distance apprivoisée (illustrations par Jacques Labrunie), Le Pont de l'Épée, 1978
- Les Regards contagieux (illustrations par Tal Coat), Le Pont de l'Épée, 1981
- La Ténèbre, suivi de Esquisse pour un sourire, Le Pont de l'Épée, 1983
- Lazare, Le Pont de l'Épée, 1984
- Le Chant de la créature, Éliane Vernay, 1988
- Le Poème, Le Pont sous l'eau, 1990
- Métier d'homme, Le Pont sous l'eau, 1990
- Porte d'âge (illustrations par Singier), Le Pont sous l'eau, 1992
- La Fin du temps, Le Pont sous l'eau, 1994
- La Théorie de Delphes, L'Âge d'homme, 2002
- Je ne vois aucune différence de principe entre un poème et une poignée de main, Édimontagne, 2007
- Le Livre du repos, Edimontagne, 2009
- Le Jardin de Talèfre, Édimontagne, 2011
- Infinition de l'heure, Esope, 2018
- Le temps ordinaire, Esope, 2020
- Monologue du silence, Esope, 2022

## Pour approfondir